# ایکینجی آرال
ایکینجی آرال (به لاتین: İkinci Aral) یک منطقه مسکونی رد جمهوری آذربایجان است که در شهرستان آق داش واقع شده‌است.

## جغرافیا
ایکینجی آرال از شهر آق‌داش ۱۳ کیلومتر و از باکو ۲۵۷ کیلومتر فاصله دارد.